# DragonForce
DragonForce est un groupe britannique de power metal, originaire de Londres, en Angleterre. Formé en 1999, le groupe qualifie sa musique « d'extreme power metal » pour souligner le fait qu'ils jouent une forme de power metal plus extrême et plus rapide que la moyenne des groupes du genre. Leur jeu est en effet caractérisé par des tempo très rapides ainsi que des effets sonores rappelant les jeux vidéo et des paroles ayant trait à la culture fantasy.

## Biographie

### Débuts (1999)
DragonForce se forme en 1999, à la rupture du groupe de black metal Demoniac. D'abord connu sous le nom de DragonHeart, le groupe finira par changer de nom en 2003 pour éviter toute confusion avec un groupe brésilien homonyme[réf. nécessaire]. Après le départ de l'essentiel des membres de Demoniac ne restent que Sam Totman et Herman Li. Ils rencontrent ZP Theart à Londres en septembre 1999.
Réalisant rapidement l’impact que pouvait avoir Internet, ils postent sur leur site plusieurs démos et sont récompensés par 500 000 téléchargements et l’intérêt que leur porta à l’époque Sanctuary/Noise Records. Le bassiste Diccon Harper rejoint le groupe en novembre 2000, suivi du claviériste Vadym Proujanov en février 2001, pour compléter la formation du premier album.

### Valley of the Damned(2000–2003)
En 2003 sort leur premier album, Valley of the Damned. Harper a participé à l'enregistrement de l'album dans son intégralité, mais doit quitter le groupe en 2002 à la suite de problèmes de tendon qui ont requis une opération. Ils ne tardent pas à accompagner en tournée des groupes plus connus tels que Halford et Stratovarius lors de tournées en Angleterre.
Le titre principal éponyme de l'album, Valley of the Damned, devient le premier single présenté peu après le renommage définitif du groupe en DragonForce. Le titre atteint la première place des musiques les plus téléchargées du site MP3.com pendant deux semaines. Le claviériste Steve Williams et le bassiste Steve Scott, quittent, peu après, le groupe et sont remplacés par l'ukrainien Vadym Proujanov aux claviers et le britannique Diccon Harper à la basse.

### Sonic Firestorm(2004–2005)
Le groupe démarre l'enregistrement de son nouvel album, Sonic Firestorm, qui se popularise massivement grâce au single intitulé Fury of the Storm. Sonic Firestorm est le premier album du groupe avec la participation d'Adrian Lambert à la basse et de Dave Mackintosh à la batterie. Ils montent d'un cran dans leur maîtrise technique en jouant à l'aide de nombreux effets musicaux à une vitesse rarement atteinte en musique (environ à 220 BPM pour la majorité des chansons de cet album). À l'arrivée de Mackintosh dans le groupe en 2004, ce dernier réfère le style musical du groupe sous le terme d'« extreme power metal ». Alors qu'il se popularise à l'international, le groupe obtient des surnoms comme « Bon Jovi on speed » et « Journey meets Slayer »,. L'album leur permet de faire les premières parties d'autres groupes renommés comme Helloween, W.A.S.P., Iron Maiden ou encore Angra.

### Inhuman Rampage(2006–2007)

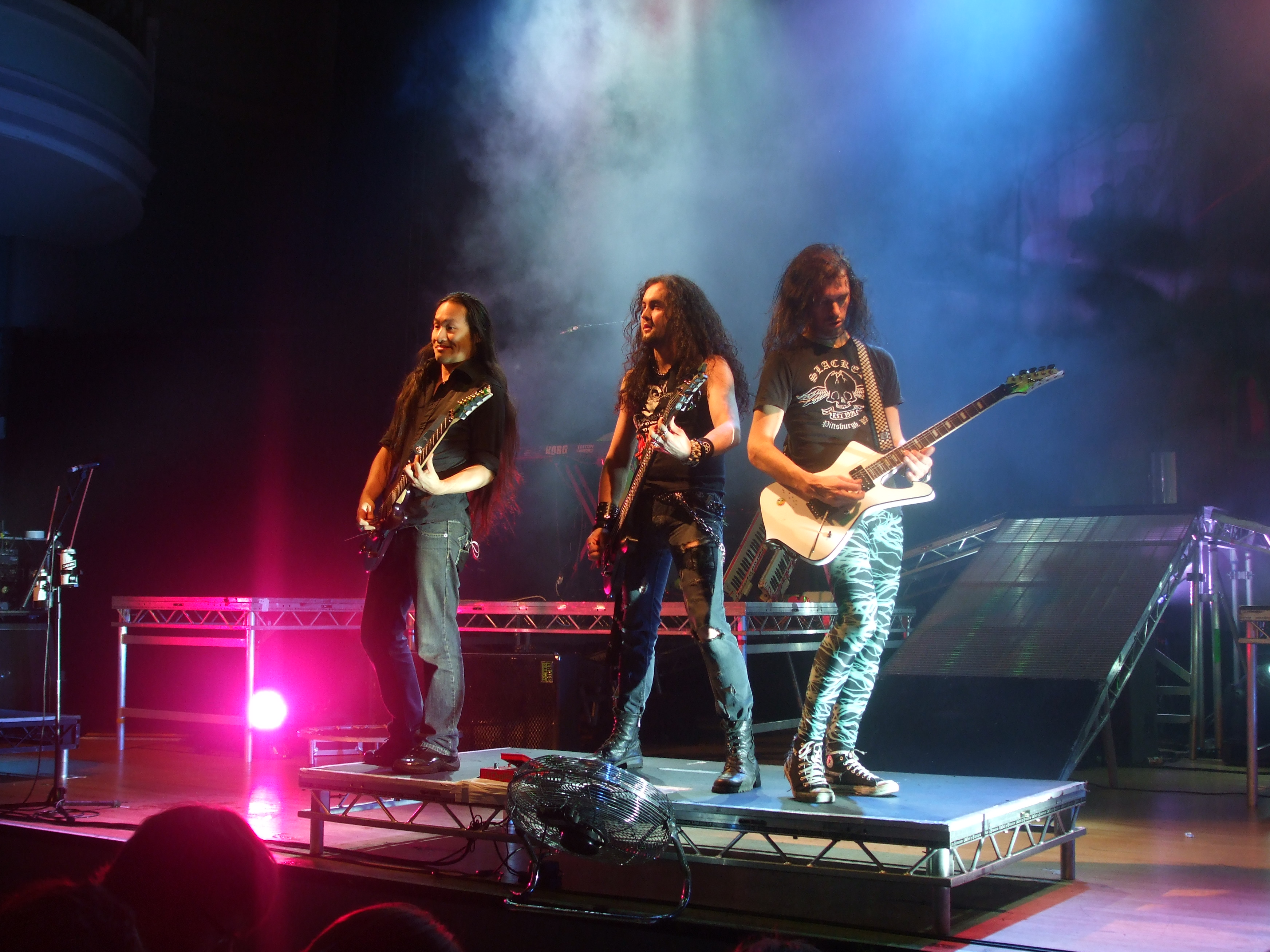
DragonForce, à Melbourne en 2007.

DragonForce change fréquemment de line-up avant le départ de Theart. Le groupe fait paraître ensuite son troisième album, Inhuman Rampage en 2006 après avoir signé au label discographique Roadrunner Records au Royaume-Uni, aux États-Unis, au Canada, en France et en Australie. Le titre Through the Fire and Flames est l'un des plus célèbres du groupe, et est même présent dans les jeux vidéo Guitar Hero III: Legends of Rock, Guitar Hero: Smash Hits, Brütal Legend et osu!, ainsi qu'en contenu téléchargeable dans les jeux de la franchise vidéoludique Rock Band. Lindsay Dawson, ex-membre du groupe Demoniac, participe au chant de l'album. Avant la parution de l'album, le bassiste Adrian Lambert, quitte le groupe en novembre 2005. Il est remplacé par Frédéric Leclercq pour le reste de la tournée Sonic Firestorm. Frédéric devient par la suite membre officiel du groupe en janvier 2006. Il a également participé au tournage du vidéoclip du second single de l'album Inhuman Rampage, intitulé Operation Ground and Pound. Le titre Through the Fire and Flames est certifié disque d'or aux États-Unis et au Canada.
Le groupe part en tournée aux côtés de Disturbed et Slipknot en été 2008 au Rockstar Energy Metal Mayhem Festival. Il repart ensuite au studio pour y enregistrer son quatrième album, Ultra Beatdown. La première piste de l'album, Heroes of Our Time, est nommée pour le Grammy Award for Best Metal Performance le 3 décembre 2008, mais perd face au titre My Apocalypse de Metallica. Une version éditée du titre Heroes of Our Time apparaît également dans les jeux vidéo Skate 2 et NHL 10. Le 22 janvier 2009, le vidéoclip du titre The Last Journey Home paraît sur Xbox Live une semaine avant sa mise en ligne officielle.

### Ultra Beatdown(2008–2009)
DragonForce organise une immense tournée pour Ultra Beatdown qui commence au Royaume-Uni en septembre 2008 puis en Amérique du Nord et en Europe. Ils organisent une tournée de festival Européens en été 2009 avant de finir leur tournée. Il devait jouer en mai 2009 en Amérique latine, mais la tournée est annulée à cause de l'épidémie de grippe porcine. Il participe aux Two Days a Week Festival de Weisen, en Autriche le 4 septembre. Par la suite, ils jouent au Canada et aux États-Unis du 15 septembre au 11 octobre 2009, avec en invités spéciaux Sonata Arctica et Taking Dawn. La tournée suivante se déroule en Allemagne, du 16 au 30 octobre 2009, suivi d'une performance live du single à Luxembourg le 31 octobre. Ils partent ensuite à Curitiba, Porto Alegre, São Paulo, Mexico, Santiago, Buenos Aires et Bogota du 6 au 14 novembre. La dernière tournée se déroule au Royaume-Uni, du 19 novembre au 12 décembre.

### Twilight DementiaetThe Power Within(2010–2011)
Herman Li explique l'arrêt de DragonForce pour les tournées en décembre, et prévoit l'enregistrement d'un prochain album. Le 22 février 2010, le groupe fait de nouveau paraître ses deux premiers albums Valley of the Damned et Sonic Firestorm. Le 8 mars 2010, Roadrunner annonce la séparation du groupe avec ZP Theart à cause d'une trop grande divergence musicale, et que le groupe recherche un nouveau chanteur. Les explications de Herman Li concernant leur séparation sont supprimées, mais officiellement confirmées par le groupe un jour plus tard. Le groupe fait paraître son premier album live le 13 septembre 2010 en Europe et le 14 septembre 2010 aux États-Unis et au Canada. Il s'agit d'un double-disques intitulé Twilight Dementia. L'album, la liste de pistes et la couverture ont été révélés par le groupe dans son site officiel le 22 juin 2010. Les musiques ont été enregistrées lors de la tournée mondiale Ultra Beatdown.
Le 2 mars 2011, Dragonforce annonce la venue d'un nouveau chanteur Marc Hudson,. Il participe lors d'une tournée avec DragonForce aux côtés d'Iron Maiden. La chanteuse du groupe Pythia, Emily Ovenden, participe aux voix secondaires dans le nouvel album de DragonForce, The Power Within, publié le 15 avril 2012. Durant les soirées nord-américaines, DragonForce joue deux titres Fallen World et Cry Thunder. D'après le groupe, Fallen World est le titre de DragonForce le plus rapide et intense à ce jour. L'enregistrement de l'album est annoncé achevé le 14 janvier 2012. L'album est publié à l'international le 15 avril 2012, via Electric Generation Recordings, distribué par Essential Music (Royaume-Uni), Roadrunner Records (Amérique du Nord), 3Wise (Australie) et JVC Victor (Japon). En mars 2012, DragonForce annonce sa participation dans une tournée nord-américaine entre avril et mai. Fin septembre, DragonForce embarque pour une tournée britannique et irlandaise ; ils sont accompagnés de Cavorts, The Defiled et Alestorm.

### Maximum Overload(2013–2015)

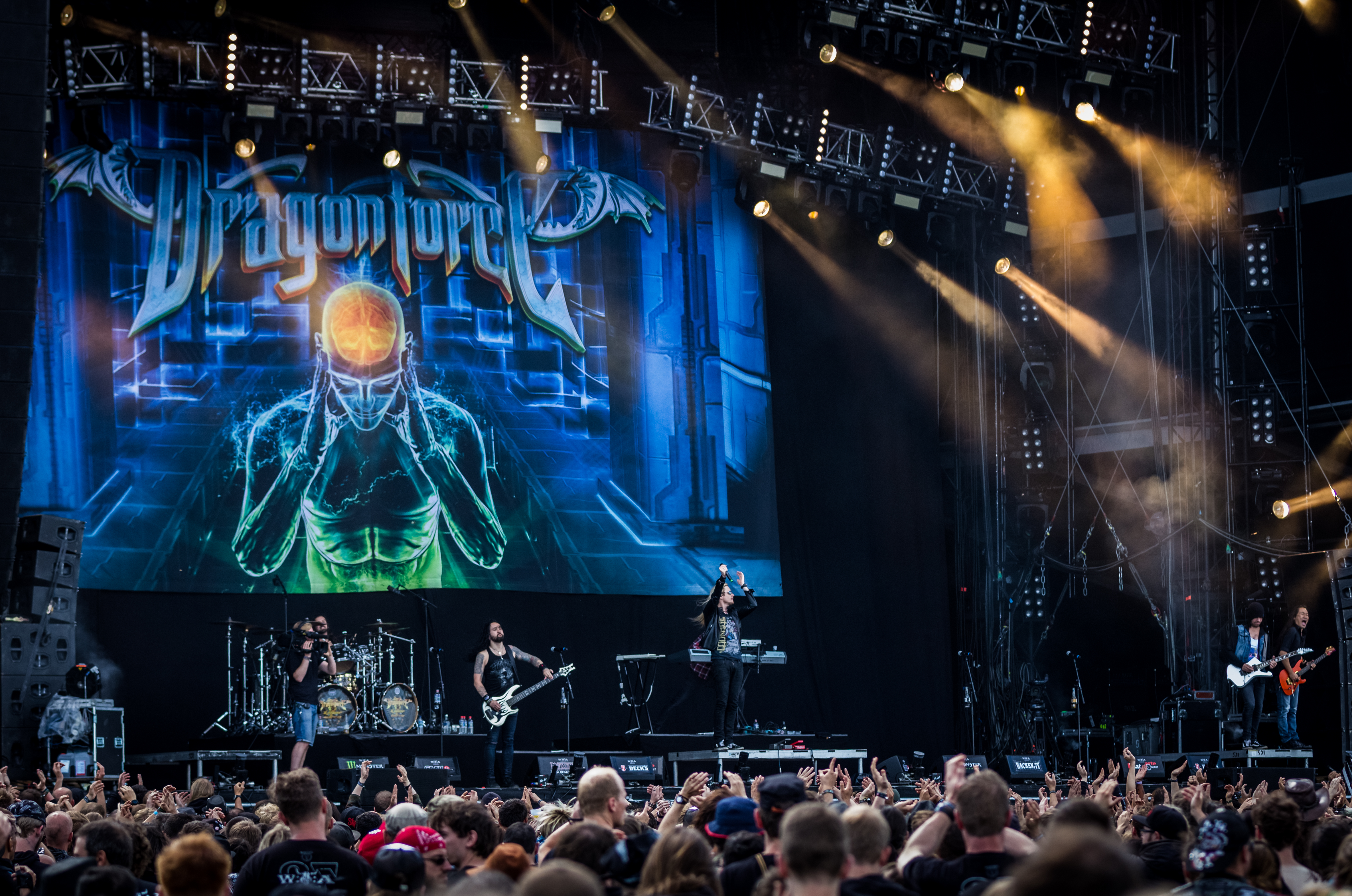
DragonForce au Wacken Open Air, en 2016.

Le 12 avril 2013, DragonForce annonce l'écriture d'un nouvel album et l'enregistrement prévu en mai 2013. Le 19 mai 2013, DragonForce entre au Fascination Street Studios en Suède aux côtés de Jens Bogren, producteur de ce sixième album. Le 3 juin 2014, le groupe annonce le départ de Dave Mackintosh, leur batteur depuis 2004. Celui-ci annonce son départ comme la poursuite de sa carrière vers le rock progressif. Dave Mackintosh est remplacé par Gee Anzalone.
Dragonforce annonce début janvier 2015 qu'une collaboration est en cours depuis 2013 avec Babymetal pour leur prochain album Road of Resistance,. Le groupe joue au Download Festival en juin 2015, avec une apparition surprise de Babymetal. DragonForce participera à la chanson Road of Resistance de Babymetal, puis au Metal Hammer Golden Gods,.

### Reaching into InfinityetExtreme Power Metal(2016-2020)
En mai 2016, DragonForce annonce la préparation d'un best-of intitulé Killer Elite - The Hits, The Highs, The Vids pour le 23 juillet 2016 au label Spinefarm Records. Le best-of comprend un set de 22 chansons, soit deux heures et 30 minutes de musique en studio et en live, accompagnées de clips promotionnels pour la version deluxe. le 28 octobre 2016, le guitariste Herman Li se joint sur scène à Tony MacAlpine au Alvas Showroom de San Pedro, en Californie, pour jouer deux chansons : Tears of Saraha et The King's Cup issues de l'album Maximum Security (1987) de Tony.
Un clip de Ashes of the Dawn est publié le 15 mai 2017. Le claviériste Vadim Pruzhanov ne participe pas au clip. Power Quest jouera en soutien à DragonForce pendant la partie britannique de leur tournée Reaching into Infinity World Tour. Le 13 juillet, le groupe annonce la participation du groupe suédois Twilight Force à la partie européenne du Reaching into Infinity World Tour. Le 15 octobre 2017, ils confirment leur venue au Vagos Open Air 2018 en têtes d'affiche.
En Octobre 2018, l'écriture et l'enregistrement du nouvel album commence, pour la première fois, certains membres du groupe diffusent sur Twitch la progression de l'album.

### Warp Speed Warriors(2021-2024)

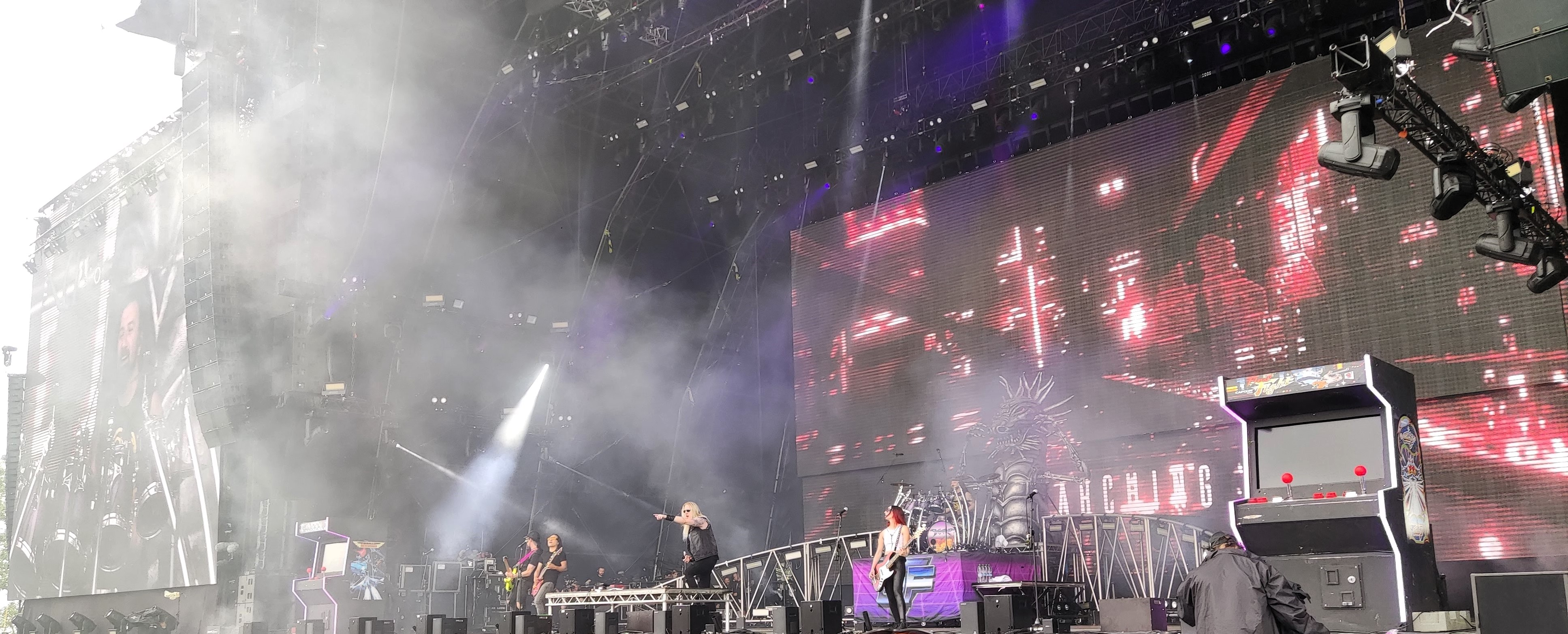
Dragonforce le 24 juin 2022 au festival Hellfest Open Air.

On retrouve Dragonforce en concert en 2022 au festival Hellfest Open Air le 24 juin 2022 puis au festival de Nîmes le 2 juillet 2022 .
Le 15 septembre 2023, Dragonforce annonce une tournée européenne et partager la tête d'affiche avec le groupe Suédois Amaranthe et Infected Rain en première partie. Une seule date est annoncée pour la France: le 20 mars 2024 .
Le 18 octobre 2023, Dragonforce annonce la sortie de son neuvième album Warp Speed Warriors pour le 15 mars 2024.
Le 15 mars 2024, Dragonforce sort son album Warp Speed Warriors ainsi que le clip de Burning Heart.

## Membres

### Membres actuels
- Herman Li - guitare, chœurs (depuis 1999)
- Sam Totman - guitare, chœurs (depuis 1999)
- Marc Hudson - chant (depuis 2011)
- Gee Anzalone - batterie (depuis 2014)
- Alicia Vigil - basse (depuis 2022) (2020-2022 (tournée))

### Anciens membres
- Frédéric Leclercq - basse, chœurs (2005-2019)
- ZP Theart - chant (1999–2010)
- Didier Almouzni - batterie (1999–2003)
- Steve Scott - basse, chœurs (1999–2000)
- Steve Williams - claviers, chœurs (1999–2000)
- Matej Setinc - batterie (1999)
- Diccon Harper - basse, chœurs (2000–2003)
- Adrian Lambert - basse, chœurs (2003–2005)
- Dave Mackintosh - batterie (2004–2014)
- Vadym Proujanov - claviers, chœurs (2001-2018)

## Discographie

### Albums studio
- 2003 : Valley of the Damned
- 2004 : Sonic Firestorm
- 2006 : Inhuman Rampage
- 2008 : Ultra Beatdown
- 2012 : The Power Within
- 2014 : Maximum Overload
- 2017 : Reaching into Infinity
- 2019 : Extreme Power Metal
- 2024 : Warp Speed Warriors

### Compilations & Live
- 2010 : Twilight Dementia (Concert enregistré en novembre et décembre 2009, en Angleterre )
- 2015 : In The Line of Fire... Larger Than Live (Concert enregistré au Saitama Super Arena, le 18 octobre 2014)
- 2016 : Killer Elite: The Hits, The Highs, The Vids (Compilation 22 titres incl. titres studio & en concert)